# Decetia circulitaria
Decetia circulitaria är en fjärilsart som beskrevs av Walker. Decetia circulitaria ingår i släktet Decetia och familjen Uraniidae. Inga underarter finns listade i Catalogue of Life.